# Đá Núi Cô
Đá Núi Cô (tiếng Anh: Cay Marino; tiếng Trung: 玉诺礁; bính âm: Yùnuò jiāo, Hán-Việt: Ngọc Nặc tiêu) là một rạn san hô thuộc cụm Trường Sa của quần đảo Trường Sa. Đá này nằm về phía đông nam của đá Núi Le và phía tây tây bắc của đá Công Đo.
Đá Núi Cô là đối tượng tranh chấp giữa Việt Nam, Đài Loan, Philippines và Trung Quốc. Hiện chưa rõ nước nào thực sự kiểm soát đá này.